# Кейптаунская митрополия
Митропо́лия Мы́са До́брой Наде́жды (Кейпта́унская митро́полия, греч. Ιερά Μητρόπολη Καλής Ελπίδος) — епархия Александрийской Православной Церкви на территории Намибии, Эсватини, Лесото, а также провинций ЮАР: Северо-Капской, Западно-Капской, Восточно-Капской, Фри-Стейт, Квазулу-Натал.

## История
Митрополия Мыса Доброй Надежды с кафедрой в Кейптауне была учреждена  14 ноября 1968 года патриаршим и синодальным указом Александрийской Православной Церкви, будучи выделенной из состава Йоханнесбургской митрополии.

## Епископы
- 20 декабря 1968 — 18 января 1999 — Павел (Варнавас)
- с 27 ноября 1999 — Сергий (Киккотис)